# David Bruce (Schauspieler)
David Bruce (* 6. Januar 1914 oder 1916 in Kankakee, Illinois als Marden Andrew McBroom; † 3. Mai 1976 in Hollywood, Kalifornien) war ein US-amerikanischer Schauspieler.

## Leben und Karriere
Marden McBroom sollte während seines Studiums an der Northwestern University eigentlich Rechtswissenschaften studieren, belegte aber vor allem Schauspielkurse. Im weiteren Verlauf der 1930er-Jahre spielte er in regionalen Theatertruppen, ehe er 1940 seine ersten Filme in Hollywood drehte. Er unterschrieb einen Vertrag bei dem bekannten Hollywood-Agenten Henry Willson, der ihm den Künstlernamen David Bruce verpasste.
Ab 1942 stand der blonde, schlaksig wirkende Darsteller bei Universal Pictures unter Vertrag, wo er zunehmend größere Rollen erhielt. Im Gegensatz zu vielen anderen Schauspielern seines Alters musste Bruce im Rahmen des Zweiten Weltkriegs aufgrund einer chronischen Ohreninfektion keinen Kriegsdienst ableisten. Er spielte Hauptrollen in einigen B-Movies, am bekanntesten wohl The Mad Ghoul, in dem er einen Medizinstudenten spielt, der durch einen verrückten Wissenschaftler in einen Zombie verwandelt wird. In der Krimikomödie Die Dame im Zug von 1945 war er der Filmpartner von Deanna Durbin, im selben Jahr in dem Westerndrama Salome, Where She Danced der von Yvonne De Carlo. Nach dem Ablauf seines Vertrags bei Universal und der Rückkehr der großen Stars von ihrem Kriegsdienst ließen die Rollen für Bruce wieder nach, und er musste sich wieder fast ausschließlich mit Nebenrollen oder Hauptrollen in absoluten Billigfilmen begnügen. In den 1950er-Jahren spielte er in einer Reihe von Serien, darunter eine feste Rolle in der Sitcom Beulah über eine afroamerikanische Haushälterin. 1956 zog er sich aus dem Filmgeschäft zurück.
Von 1943 bis zu ihrem Tod im Jahr 1962 war David Bruce mit Cynthia Sory verheiratet, das Paar hatte zwei Kinder. Seine Tochter ist die 1947 geborene Musikerin und Schauspielerin Amanda McBroom. Nach seinem Rückzug von der Schauspielerei arbeitete er viele Jahre in einer Werbefirma, kehrte aber kurz vor seinem Tod noch einmal zur Schauspielerei zurück, nachdem seine Tochter Amanda ihre eigene Hollywood-Karriere begonnen hatte. Er starb im Mai 1976 beinahe direkt nach dem Abdrehen seiner ersten Szene in dem Film Rasende Gewalt an einem Herzinfarkt. Seine Tochter Amanda erwähnt ihren Vater in ihrem Lied Errol Flynn; in dem Lied finden sowohl Errol Flynn, mit dem Bruce befreundet war und mehrere Filme drehte, sowie auch der plötzliche Tod ihres Vaters Erwähnung.

## Filmografie (Auswahl)
- 1940: Alice in Movieland (Kurzfilm)
- 1940: The Man Who Talked Too Much
- 1940: Der Herr der sieben Meere (The Sea Hawk)
- 1940: Knute Rockne, All American
- 1940: Ein Mann mit Phantasie (A Dispatch from Reuter’s)
- 1940: Das Geheimnis von Malampur (The Letter)
- 1940: Land der Gottlosen (Santa Fe Trail)
- 1940: March On, Marines (Kurzfilm)
- 1941: Dem Schicksal vorgegriffen (Flight from Destiny)
- 1941: Der Seewolf (The Sea Wolf)
- 1941: Singapore Woman
- 1941: Sergeant York
- 1941: Verlobung mit dem Tod (The Smiling Ghost)
- 1941: The Body Disappears
- 1942: Unternehmen Tigersprung (Flying Tigers)
- 1943: How’s About It
- 1943: To the People of the United States (Kurz-Dokumentarfilm)
- 1943: Honeymoon Lodge
- 1943: Korvette K 225 (Corvette K-225)
- 1943: The Mad Ghoul
- 1943: Calling Dr. Death
- 1943: Unternehmen Donnerschlag (Gung Ho!)
- 1944: Ladies Courageous
- 1944: Weihnachtsurlaub (Christmas Holiday)
- 1944: Allergic to Love
- 1944: Das Lied des goldenen Westens (Can’t Help Singing)
- 1945: Salome, Where She Danced
- 1945: Die Dame im Zug (Lady on a Train)
- 1945: That Night with You
- 1946: Susie Steps Out
- 1948: Racing Luck
- 1948: Die Liebesabenteuer des Don Juan (Adventures of Don Juan)
- 1949: Joe Palooka in the Big Fight
- 1949: The Sickle or the Cross
- 1950: Young Daniel Boone
- 1950: Timber Fury
- 1950: Gangster von Chicago (Hi-Jacked)
- 1950: Buschteufel im Dschungel (Pygmy Island)
- 1950–1951: The Cisco Kid (Fernsehserie, 4 Folgen)
- 1950–1955: The Lone Ranger (Fernsehserie, 3 Folgen)
- 1951: Pier 23
- 1951/1953: Kleine Spiele aus Übersee (Fireside Theater, Fernsehserie, 2 Folgen)
- 1952: Beulah (Fernsehserie, 13 Folgen)
- 1953: The Great Adventures of Captain Kidd
- 1954: The George Burns and Gracie Allen Show (Fernsehserie, Folge 4x16)
- 1954: Der Kuß und das Schwert (The Iron Glove)
- 1954: Cannibal Attack
- 1954: Gangster, Spieler und ein Sheriff (Masterson of Kansas)
- 1955: Wenn man Millionär wär (The Millionaire, Fernsehserie, Folge 1x16)
- 1956: Jungle Hell
- 1976: Bronk (Fernsehserie, Folge 1x20)
- 1976: Rasende Gewalt (Moving Violation)